# James-Lange-Theorie
Die James-Lange-Theorie der Körperreaktionen besagt, dass Gefühle Begleiterscheinungen körperlicher Vorgänge seien.
Die Grundidee dieser Emotionstheorie fand sich bereits bei verschiedenen älteren Autoren, z. B. René Descartes, Aristoteles, Hermann Lotze und Spinoza. Allerdings wurde sie erst durch William James’ Arbeit What is an Emotion? (1884) populär. Fast zeitgleich, aber unabhängig von James, veröffentlichte auch der dänische Physiologe Carl Lange ein Buch (Ueber Gemüthsbewegungen, 1885), das auf ähnliche Art und Weise Emotionen betrachtete, weshalb beide den Namen der Theorie prägten.

## Grundaussage
Nach James sind Gefühle die Folge viszeraler Veränderungen (vgl. Lange: vasomotorische Reaktionen), die meist reflexartig bei der Wahrnehmung von emotionsauslösenden Sachverhalten auftreten, was aber nur für gröbere Emotionen, wie Zorn, Liebe, Freude, Furcht und Stolz gilt, die mit relativ starken körperlichen Symptomen einhergehen. Zudem seien instrumentelle Handlungen für bestimmte Emotionen charakteristisch. Dafür, dass laut James’ biologischer Emotionstheorie im Gegensatz zu späteren kognitiven Emotionstheorien (u. a. die Zwei-Faktoren-Theorie der Emotion von Stanley Schachter und Gregorio Marañón) (auch Appraisal-Theorien genannt) keine zusätzlichen Prozesse geistiger Verarbeitung für das Auslösen von Emotionen verantwortlich sind, sprechen nach James drei Sachverhalte, die er introspektiv erfasste:
- Die Bewertung eines emotionsauslösenden Objektes erfolgt erst nach dessen Auftreten.
- Die Bewertung kann im Gegensatz zur Emotion stehen.
- Es kommt durchaus vor, dass Emotionen auftreten, ohne dass eine Bewertung stattfindet.

Das reflexartige Auslösen impliziert auch, dass durch bloße Vorstellung von emotionsauslösenden Situationen, instrumentelles Handeln oder durch unwillkürliche körperliche Reaktionen, wie Mimik, Gefühle erlebt werden können, was in der modernen Psychologie als Feedback-Effekt bezeichnet wird.
Im Jahre 1884 präzisierte James die ursprüngliche Fassung seiner Emotionstheorie, um auf zahlreiche Kritikpunkte einzugehen, u. a. 1893 von William Leonard Worcester (1845–1901), der der Meinung war, dass die bloße Wahrnehmung einer emotionsauslösenden Situation nicht hinreichend sei und dass willkürliche Handlungen keine spezifischen Emotionen evozieren könnten. James entgegnete in der entsprechenden Gegendarstellung, dass die viszeralen Reaktionen des Körpers nicht durch die Wahrnehmung, sondern durch eine latent vorhandene Idee des lebenswichtigen Elementes der Situation ausgelöst würden, und dass man spezifische Emotionen genau ausdifferenzieren müsse, da z. B. die Angst vor einem angreifenden Bären nicht gleichzusetzen sei mit der Angst vor dem Versagen in einer Prüfung. Echte Emotionen träten nur auf, wenn die viszeralen Veränderungen im Körper diffuser Natur und unspezifisch seien (im Gegensatz zu bspw. Frösteln oder Hunger, welche ja nicht zu Gefühlen im eigentlichen Sinne zu zählen sind). Außerdem hätten viszerale Veränderungen bei der Entstehung von Emotionen einen weitaus größeren Stellenwert als instrumentelle Reaktionen.

## Kritik

### Allgemeine zeitkritische Anmerkungen
Die James-Lange-Theorie kann als Vorläufer des Behaviorismus angesehen werden. Psychologische Begriffsbildungen sind jedoch der primär verhaltenstheoretischen Sichtweise eigentlich fremd, da psychologische Tatsachen tendenziell eher aus unmittelbar empirischen Daten erklärt werden. Als Gründer des Behaviorismus gilt John B. Watson (1878–1958) mit seiner 1919 erschienenen Schrift „Psychology from the Stand-point of a Behaviorist“. James vertrat einen darwinistisch geprägten Funktionalismus. Seine fachliche Ausbildung erhielt Watson im Zentrum des amerikanischen Funktionalismus, an der University of Chicago. Sein Lehrer an dieser Universität war James Rowland Angell (1869–1949). Angell seinerseits war ein Schüler von James (1842–1910).(a) James ist durch seine Formel bekannt, mit der er einen Aufwärts-Effekt beschreibt. Solche Effekte gehen bekanntlich von rein körperlichen Gegebenheiten aus, wie sie für die empirisch-induktive Methode der Naturwissenschaften charakteristisch sind. So werden Emotionen im Gegensatz zu den Qualiazuständen auch von solchen empirischen Tatsachen wie physiologisch-viszeralen und muskulären Reaktionen als das Eigentliche des Gefühlszustandes abgeleitet. Die entsprechende Formel lautet: »Wir weinen nicht, weil wir traurig sind, sondern wir sind traurig, weil wir weinen«.(b)

### Cannons Kritik
Vielleicht gerade wegen ihres kontraintuitiven Charakters versuchten insbesondere Walter Cannon (1871–1945) und Philip Bard (1898–1977) (Cannon-Bard-Theorie) in den folgenden Jahren diese Emotionstheorie zu widerlegen, da ihrer Meinung nach einige Befunde existierten, die die James-Lange-Theorie nicht erklären könnte. Diese waren im Einzelnen:
- Eine Trennung der Viszera vom zentralen Nervensystem hat keine Einschränkungen im emotionalen Erleben zur Folge. Dies wurde durch Cannon anhand von Experimenten mit Hunden und Katzen nachgewiesen, indem er das Rückenmark durchtrennte, aber keine emotionale Veränderung feststellen konnte.
- Die Viszera ist zu unempfindlich, als dass sie starke physiologische Erregung verursachen könnte.
- Veränderung in der Viszera dauern zu lange, als dass sie als Grund für das plötzliche Entstehen von Emotionen herangezogen werden könnten.
- Viele Emotionen haben die gleichen physiologischen Erregungsmuster, weshalb die Wahrnehmung der physiologischen Erregung keine spezifische Zuordnung erlaube.
- Das künstliche Induzieren der emotionsspezifischen Erregungsmuster hat keine wahrgenommene Emotion zur Folge, sondern nur eine Art kalten Erregungszustand (wobei sich Cannon auf Adrenalinexperimente Maranons berief, die später auch Schachter für die Ausarbeitung seiner Zwei-Faktoren-Theorie der Emotion dienten)

Cannon stellte dementsprechend sowohl hinreichende als auch notwendige Ursachen der James-Lange-Theorie in Frage und bot eine alternative, selbstkonzipierte Theorie an.

## Neojamesianische Theorien
Selbst in den 1970er Jahren wurde die Auffassung vertreten, dass zumindest ein Teil der James-Lange-Theorie zutreffe. In dieser Zeit wurden die neo-jamesianischen Emotionstheorien begründet, die postulieren, dass körperliche Veränderungen und deren Wahrnehmung eine bedeutende Komponente bei der Emotionsentstehung seien und deren prominentester Vertreter wohl Silvan Tomkins ist, welcher davon ausging, dass subkortikale Programme existieren, die für die fundamentalen Emotionen essentiell seien. Werden diese Programme abgespielt, so finden Veränderungen in der Mimik und Gestik sowie in der Viszera statt und eben die Wahrnehmung dieser Veränderungen sorgt dafür, dass der Mensch seiner Emotion gewahr wird.
Seit den 1990er Jahren wurden wieder vermehrt theoretische Konzepte wie die Hypothese der somatischen Marker entwickelt, wonach Emotionen sich aus der interozeptiven Wahrnehmung von körperlichen Zuständen ableiten. So geht die Facial-Feedback-Hypothese davon aus, dass Mimik und Gesichtsausdrücke das Emotionserleben beeinflussen, die zuletzt in die Kritik geratene Theorie des Power Posing nimmt dies für Körperhaltungen an.
Eine ähnliche Tendenz ist durch die Einführung der Somatisierungsstörungen (ICD-10 F 45.0) in den psychiatrischen Teil des Glossars der Weltgesundheitsorganisation feststellbar.

## = Einzelnachweise
1. 1 2  
Peter R. Hofstätter (Hrsg.): Psychologie. Das Fischer Lexikon, Fischer-Taschenbuch, Frankfurt a. M. 1972, ISBN 3-436-01159-2:
(a) S. 70–72 zu Lex.-Lemma „Behaviorismus“;
(b) S. 72, 127 zu „empirisch nachvollziehbare Gegebenheiten als das Eigentliche des Gefühlszustandes, Formel dazu“.
2. ↑  H. Dilling u. a.: Internationale Klassifikation psychischer Störungen.  2. Auflage, Hans Huber, Bern 1993, ISBN 3-456-82424-6, S. 184 zu Kap. „Somatisierungsstörung“.